# Massimo Stanzione
Massimo Stanzione (Frattamaggiore od Orta di Atella, 1585 – Napoli, 1656) è stato un pittore italiano, attivo principalmente a Napoli durante il periodo barocco.
Soprannominato il "Guido Reni napoletano", fu uno dei più importanti pittori della scuola napoletana del Seicento. Le sue opere uniscono l'influenza della pittura emiliana di Guido Reni e Domenichino con il tenebrismo del Caravaggio.

## Biografia

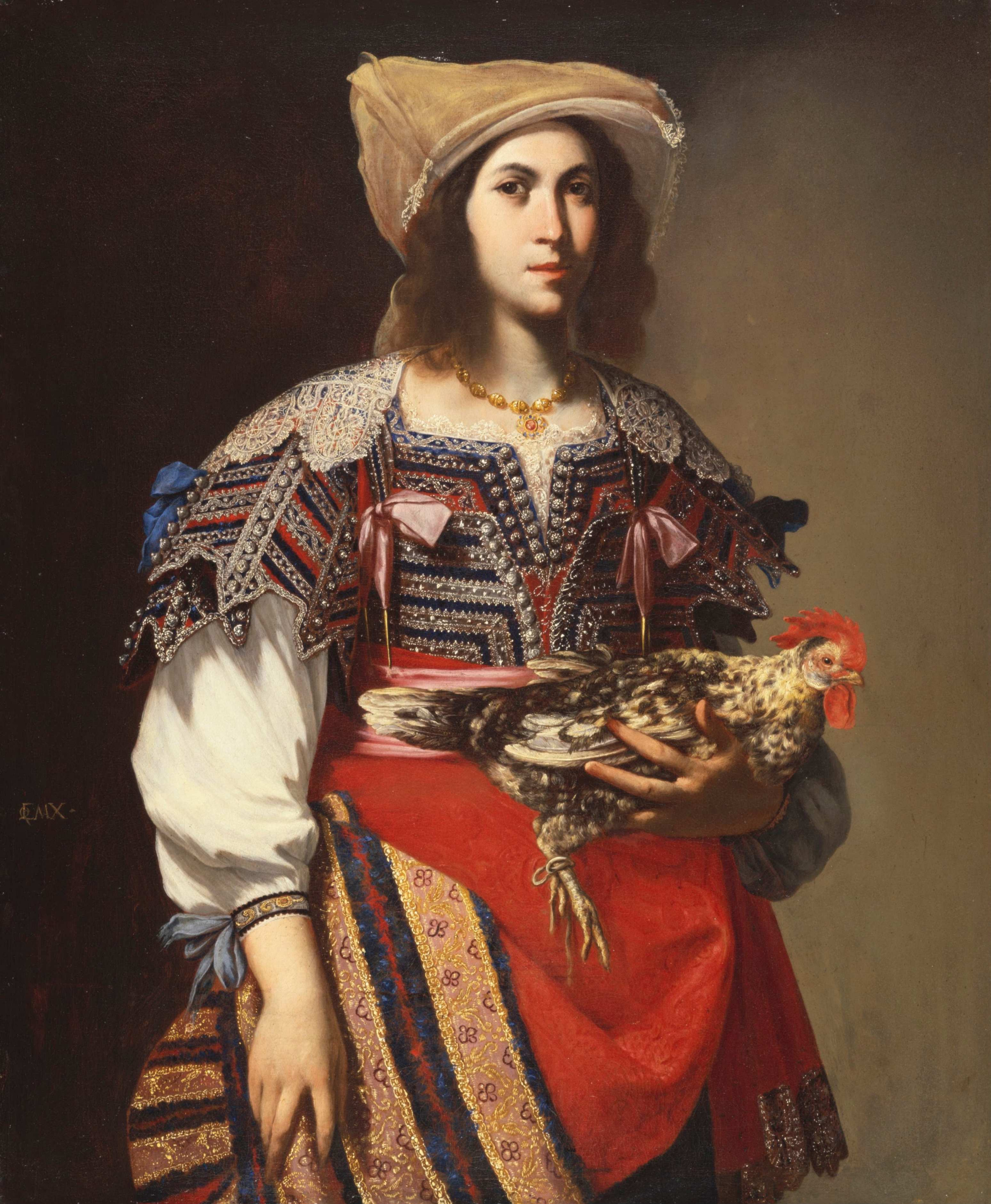
Ritratto di donna napoletana in costume popolare - Fine Arts Museums of San Francisco

Nacque a Frattamaggiore verosimilmente nel Palazzo Niglio-Iadicicco o a Orta di Atella. La storia della sua formazione artistica è pressoché incerta. Probabilmente fu allievo di Fabrizio Santafede e Battistello Caracciolo per poi arricchire il suo stile a Roma, quando vi si trasferì nel 1617.  Nella città eterna lo Stanzione si orientò verso una pittura eclettica che trova spunti in Michelangelo Merisi da Caravaggio, Guido Reni, Artemisia Gentileschi, Annibale Carracci e Simon Vouet.
Fu proprio nella città capitolina, fucina di grandi artisti, che il pittore strinse una profonda e duratura amicizia con la celeberrima Artemisia Gentileschi, una delle più famose e influenti pittrici dell'epoca: con lei avviò una proficua collaborazione artistica. La frequentazione  romana apportò una significativa crescita artistica e professionale dello Stanzione. Il pittore napoletano sembra che accompagnasse la collega per osservarla mentre dipingeva.   
Diverse volte collaborarono anche in alcune opere come la Nascita di San Giovanni Battista per re Filippo IV in palazzo del Buen Retiro. Secondo lo storiografo e biografo del settecento Bernardo De Dominici nel 1630 entrambi gli artisti dopo i trascorsi nella capitale fecero ritorno a Napoli.
I suoi inizi come pittore si pensa che siano stati come ritrattista. Alcune delle sue opere più famose includono infatti il Ritratto di una donna napoletana in costume popolare, e il Ritratto di Jerome Bankes. Tuttavia l'attività del pittore napoletano non era incentrata su una sola caratteristica. I lavori più importanti di Stanzione sono infatti riconosciuti nelle grandi pale d'altare così come nei cicli di affreschi per le chiese napoletane.

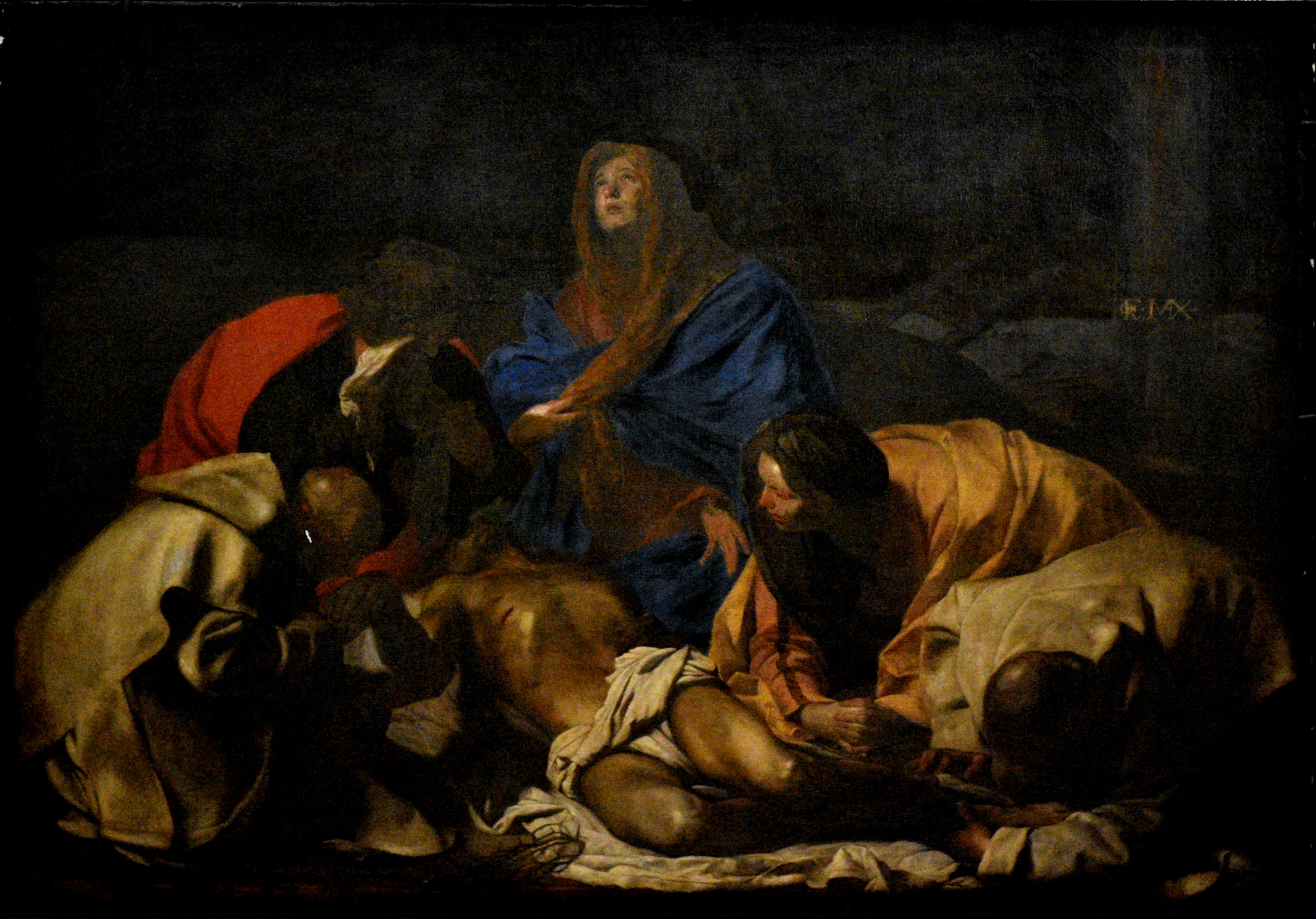
La Pietà - Certosa di San Martino

Della sua produzione si possono ammirare oltre a una tela del 1638 raffigurante la Pietà gli affreschi e i dipinti per la cappella di San Mauro (1631-1637) e per la cappella del Battista (1644-1651) nella Certosa di San Martino a Napoli. Inoltre si ricorda un dipinto raffigurante San Patroba che predica ai fedeli di Pozzuoli, realizzato per la Cattedrale di Pozzuoli intorno al 1650.
Oppure lo squarcio di veduta urbana 
che si sviluppa ai piedi di san Sossio nella pala andata distrutta  raffigurante la
Gloria del Santo nella Basilica di San Sossio Levita e Martire a Frattamaggiore. Infine, individuato in precario stato di conservazione nel 2021 nella chiesa della masseria di San Domenico a Soccavo, il dipinto "Madonna di Costantinopoli" dello Stanzione viene finalmente restituito in tutta la sua potenza espressiva dopo un complesso intervento di restauro: l'opera attualmente è esposta al  Museo diocesano (Pozzuoli).  Ancora, il ciclo di affreschi per la basilica di San Paolo Maggiore sempre a Napoli.
Altra notevole opera dello Stanzione è un grande Sacrificio di Bacco che oggi si trova al Prado di Madrid insieme ad altri diversi dipinti sulla Vita di San Giovanni Battista.
Attento comunque sempre alla produzione locale napoletana, aprì ben presto un percorso che si affermerà nella pittura partenopea del XVII secolo, divenendo di fatto uno dei principali pittori napoletani agli inizi del XVII secolo. Ciò è dovuto alle sue pale d'altare, ai suoi cicli di affreschi e alla sua scuola, dalla quale emersero artisti di rilievo come: Pacecco De Rosa, Agostino Beltrano, Francesco Guarini, Andrea Malinconico, Antonio De Bellis, Onofrio Palumbo, Giuseppe Marullo, Giovan Battista Spinelli, Annella di Massimo, Carlo Rosa. Per molti anni contese al pittore valenciano Jusepe de Ribera il dominio sulla scena artistica locale.
La potenza del colore e il naturalismo dello Stanzione hanno avuto una grande influenza su altri artisti locali dei periodi successivi: su tutti Francesco Solimena. Nel 1621 Papa Gregorio XV gli conferì il titolo di cavaliere dello Speron d'oro e in Spagna il "Cavaliere Massimo"  , titolo onorifico con il quale Stanzione venne riconosciuto e apprezzato alla corte del re Filippo IV  detto Il Grande.
La produzione artistica di Stanzione fu molto vasta ed eterogenea. Gran parte delle sue opere sono tuttora custodite in diverse chiese di Napoli e della provincia, nel Museo di Capodimonte e nella Galleria Nazionale d’Arte Antica di Palazzo Barberini a Roma nonché tra le collezioni dei più prestigiosi enti museali internazionali. 
Nel 1627 invece ricevette da Papa Urbano VIII  il cavalierato del Cristo, carica conferitagli per meriti artistici. 
"Lui, il Maestro, il dominatore, l'assoluto e incontrastato esponente del più autentico Seicento Napoletano " così lo descrisse Raffaello Causa nel V° volume della Storia di Napoli del 1972. 
Dove sia morto l'artista non si sa con certezza, se in una sua dimora all'Ascensione o in un'altra sua abitazione alla Carità. Appare comunque evidente che, come accadde per altri pittori napoletani morti nello stesso anno, le cause sono da ricercare nell'epidemia della peste del 1656.